# Anggisu Barbosa
Anggisu Barbosa (Dili, 16 marzo 1993) è un calciatore est-timorese, attaccante del Boavista Timor Leste.

## Carriera

### Club
Debutta nel 2010 con il Porto Taibesi. Nel 2014 si trasferisce al Sriracha. Nel 2016 passa al Pattaya City.

### Nazionale
Ha debuttato in nazionale il 19 ottobre 2008, in Cambogia-Timor Est, in cui ha messo a segno una rete. Tra il 2008 ed il 2016 ha totalizzato complessivamente 30 presenze e 4 reti in nazionale.